# Heartbreak on Hold
Heartbreak on Hold – drugi album studyjny brytyjskiej piosenkarki R&B Alexandry Burke. Wydany w Wielkiej Brytanii 4 czerwca 2012 roku. Pierwszym singlem promującym płytę została piosenka "Elephant", nagrana z kolumbijskim DJ-em Erickiem Morillo.

## Informacje
W dniu 15 września 2010 r. Burke ogłosiła, że album będzie zawierać utwory z pogranicza większej ilości gatunków muzycznych niż debiutancki krążek. "Drugi album nie powinien brzmieć jak pierwszy. Chcę lepiej wykonywać moją pracę. Moja muzyka zawsze była pop, ale mój głos jest soulowy. Chcę spróbować sił w każdym gatunku muzyki, a najlepiej wymieszać je razem." W dniu 9 grudnia 2010 r. ogłosiła, że jest ona w połowie drogi do nagrywania albumu i ma nadzieję na współpracę z Bruno Marsem, Ne-Yo oraz Stargate nad materiałem.
W dniu 13 lipca 2011 r. potwierdzono, że Burke podpisała nowy kontrakt z RCA Records i album będzie wspólnie kierowany przez wytwórnie Syco i RCA Records.
W dniu 25 lipca 2011, okazało się, że premiera albumu zostanie przesunięta na początek 2012 roku, kilka miesięcy później, niż pierwotnie zaplanowano. W dniu 4 sierpnia 2011 r. Burke ogłosiła, że nagrywanie albumu zostało zakończone; "Album jest już całkowicie wykończony. Nie zrobiliśmy jeszcze tylko listy utworów.".
W dniu 25 listopada 2011 r. ujawniła, że nad pierwszym singlem pracowała z kolumbijskim DJ-em Erickiem Morillo; "Erick jest bardzo utalentowanym producentem i jestem pewna, że to nie będzie ostatnia nasza współpraca." W dniu 8 stycznia 2012 r. okazało się, że "Elephant" będzie opóźniony po raz kolejny i zamiast wydania 26 lutego 2012 roku zostanie wydany w dniu 11 marca 2012 roku.
Dnia 13 kwietnia 2012 Burke ujawniła, że album został zatytułowany, Heartbreak on Hold, i będzie wydany w dniu 4 czerwca 2012 r. W dniu pobrania tytułowego utworu z krążka Burke uzasadniła, dlaczego to właśnie ta piosenka została wybrana jako tytułowa;"Kiedy po raz pierwszy usłyszałam piosenkę (Heartbreak On Hold) mówiła wiele o tym, co przeżyłam w ubiegłym roku i że w życiu osobistym i jestem miłą dziewczyną, która nauczyła się obracać coś negatywnego w coś pozytywnego." W dniu 2 maja 2012 r. Burke ujawniła okładkę i listę utworów.

## Single
- "Elephant" – pierwszy i główny singel promujący płytę, nagrany wraz z Erickiem Morillo. Został wydany 9 marca 2012 roku. Zadebiutował na trzecim miejscu na liście UK Singles Chart.
- "Let It Go" – drugi singel promujący płytę, wydany 25 maja 2012 roku.

## Lista utworów
| Nr  | Tytuł piosenki                    | Autorzy                                                                                                | Produkcja                                    | Czas |
| --- | --------------------------------- | --- | -------------------------------------------- | ---- |
| 1.  | "Heartbreak on Hold"              | David Gamson, Erika Nuri                                                                               | David Gamson                                 | 3:20 |
| 2.  | "Elephant"(z Erickiem Morillo)    | Alexandra Burke, Brittany Burton, Josh Wilkinson, Erick Morillo, Harry Romero, Jose Nuñez              | Sympho Nympho, Mike Spencer                  | 3:47 |
| 3.  | "Let It Go"                       | Belle Humble, Mich Hansen, Jason Gill                                                                  | Cutfather, Jason Gill                        | 3:24 |
| 4.  | "This Love Will Survive"          | Daniel Davidsen, Gill, Hansen, Sonia Clarke                                                            | Cutfather, Gill, Daniel Davidsen             | 3:23 |
| 5.  | "Fire"                            | Autumn Rowe, Charlie Bernardo, Eshraque "iSHi" Mughal                                                  | iSHi                                         | 3:28 |
| 6.  | "Between the Sheets"              | Brittany Burton, Dee Adam, Josh Wilkinson                                                              | Cutfather, Gill                              | 3:09 |
| 7.  | "Daylight Robbery"                | Gavin Jones, Marlene Strand, Michael Woods                                                             | Michael Woods                                | 3:15 |
| 8.  | "Tonight"                         | Burke, Andriej Szirman, Antoine Konrad, Fabio Antoniali, Lucas Secon, Pablo Rodriguez, Thomas Troelsen | Lucas Secon, DJ Antoine (remix), Yoko(remix) | 3:41 |
| 9.  | "Love You That Much"              | Burton, Fred Falke                                                                                     | Fred Falke                                   | 3:16 |
| 10. | "Oh La La"                        | Crystal Waters, Jones, Ivar Lisinski, Marlene Strand, Neal Brian Conway                                | Ivar Lisinski                                | 3:29 |
| 11. | "Sitting on the Top of the World" | Brittany Burton, Dee Adam, George Tizzard, Josh Wilkinson, Rick Parkhouse, Roy Stride                  | Josh Wilkinson, Red Triangle                 | 3:27 |
| 12. | "What Money Can't Buy"            | Burke, Ben Adams                                                                                       | Ben Adams                                    | 4:10 |

Digital deluxe Edition
| Nr  | Tytuł piosenki                           | Autorzy                                | Czas |
| --- | ---------------------------------------- | -------------------------------------- | ---- |
| 13. | "Devil In Me"                            | Bryn Christopher, Pete Martin          | 3:40 |
| 14. | "Beating Still"                          | Carl Ryden, Cozi Costi, Nina Woodford  | 3:35 |
| 15. | ""Heartbreak on Hold" (Acoustic version) | David Gamson, Erika Nuri               | 3:16 |
| 16. | "Let It Go" (Acoustic version)           | DBelle Humble, Mich Hansen, Jason Gill | 3:36 |

## Pozycje na listach
| Lista (2009)                      | Pozycja |
| --------------------------------- | ------- |
| Irlandia – Irish Album Charts     | 27      |
| Szkocja – Scottish Albums Chart   | 20      |
| Wielka Brytania – UK Albums Chart | 18      |

## Historia wydania
| Region          | Data wydania    | Format               | Wytwórnia                     |
| --------------- | --------------- | -------------------- | ----------------------------- |
| Irlandia        | 1 czerwca 2012  | CD, Digital download | Syco, RCA Records, Sony Music |
| Wielka Brytania | 4 czerwca 2012  | CD, Digital download | Syco, RCA Records, Sony Music |
| Australia       | 3 sierpnia 2012 | CD, Digital download | Syco, RCA Records, Sony Music |